# Chrysiptera hemicyanea
Chrysiptera hemicyanea là một loài cá biển thuộc chi Chrysiptera trong họ Cá thia. Loài này được mô tả lần đầu tiên vào năm 1913.

## Từ nguyên
Từ định danh hemicyanea được ghép bởi hai âm tiết trong tiếng Hy Lạp cổ đại, tiền tố hēmi (ἡμι; "một nửa") và kúanos (κύανος; "xanh dương đậm"), hàm ý có lẽ đề cập đến màu xanh ở đầu và thân trên (màu vàng ở vùng thân còn lại).

## Phạm vi phân bố và môi trường sống
C. hemicyanea được tìm thấy từ các đảo san hô ngoài khơi Tây Úc (bao gồm bãi cạn Rowley, rạn san hô Scott và rạn san hô Ashmore), rải rác ở Indonesia, cũng như tại đảo New Ireland (Papua New Guinea).
C. hemicyanea sống tập trung ở rạn viền bờ và trong đầm phá, thường gần các cụm san hô nhánh Acropora, ở độ sâu đến ít nhất là 38 m.

## Mô tả
Chiều dài lớn nhất được ghi nhận ở C. hemicyanea là 5 cm. Đầu và thân trên có màu xanh lam; ngực, bụng và cuống đuôi màu vàng, bao gồm cả vây bụng và vây hậu môn (viền xanh lam ở rìa). Mống mắt xanh, có sọc đen băng ngang đồng tử. Mõm có hai vệt sọc đen từ môi trên ngược lên mắt. Đầu và nắp mang có nhiều vệt đốm màu xanh nhạt hơn. Vây đuôi vàng ở nửa trong, trở nên trong mờ ở nửa ngoài. Vây lưng màu xanh lam, trong mờ ở phía cuối. Vây ngực trong suốt.
Số gai ở vây lưng: 13; Số tia vây ở vây lưng: 10–12; Số gai ở vây hậu môn: 2; Số tia vây ở vây hậu môn: 11–13; Số gai ở vây bụng: 1; Số tia vây ở vây bụng: 5.

## Phân loại học
C. hemicyanea hình thành một nhóm phức hợp loài với Chrysiptera parasema và Chrysiptera giti, đặc trưng bởi màu xanh lam ở phần lớn cơ thể với màu vàng ở một phần thân sau và thân dưới.

## Sinh thái học
Thức ăn của C. hemicyanea là động vật phù du. Cá đực có tập tính bảo vệ và chăm sóc trứng; trứng có độ dính và bám chặt vào nền tổ.